# Zahořanský Kopec
Zahořanský Kopec är en kulle i Tjeckien.   Den ligger i regionen Pardubice, i den centrala delen av landet, 130 km öster om huvudstaden Prag. Toppen på Zahořanský Kopec är 341 meter över havet.
Terrängen runt Zahořanský Kopec är platt söderut, men norrut är den kuperad. Terrängen runt Zahořanský Kopec sluttar norrut. Runt Zahořanský Kopec är det ganska tätbefolkat, med 100 invånare per kvadratkilometer. Närmaste större samhälle är Vysoké Mýto, 6,6 km nordväst om Zahořanský Kopec. Trakten runt Zahořanský Kopec består till största delen av jordbruksmark.